# Modelos animais de depressão
Modelos animais de depressão são ferramentas de pesquisa usadas para investigar a depressão e a ação de antidepressivos como uma simulação para investigar a sintomatologia e fisiopatologia da doença depressiva ou usadas para rastrear novos antidepressivos.

## Introdução

### Depressão
O transtorno depressivo maior, também chamado de "depressão clínica" ou simplesmente "depressão", é uma síndrome psiquiátrica comum, duradoura e diversificada que afeta significativamente os pensamentos, o comportamento, os sentimentos e a sensação de bem-estar de uma pessoa. Os sintomas incluem mau humor e aversão à atividade. As pessoas deprimidas também podem se sentir tristes, ansiosas, vazias, sem esperança, preocupadas, desamparadas, inúteis, culpadas, irritadas, magoadas ou inquietas. Podem perder o interesse em atividades que antes eram prazerosas, experimentar perda de apetite ou comer demais, ter problemas de concentração, problemas para lembrar detalhes ou para tomar decisões e podem pensar sobre ou tentar suicídio. Insônia, sono excessivo, fadiga, perda de energia, dores ou problemas digestivos que são resistentes ao tratamento também podem estar presentes.
Cerca de uma em cada seis pessoas nos EUA sucumbirá à depressão em algum momento de sua vida, e de acordo com a Organização Mundial da Saúde, a depressão deve alcançar o segundo lugar como principal contribuinte para a carga global de doenças no ano de 2020. Os efeitos dos medicamentos antidepressivos atuais geralmente são bastante atrasados, com melhorias começando em torno de 3 a 6 semanas após o início do tratamento. Apesar do sucesso clínico de muitos medicamentos antidepressivos, como antidepressivos tricíclicos (ADTs), inibidores da monoaminoxidase (IMAOs) e inibidores da recaptação de serotonina (IRS), muitos indivíduos não têm os sintomas adequadamente aliviados apenas com medicamentos, e outros métodos de tratamento podem ser recomendados.

### Modelando a depressão em animais
É difícil desenvolver um modelo animal que reproduza perfeitamente os sintomas de depressão nos pacientes. Muitos animais carecem de autoconsciência, autorreflexão e consideração; além disso, as características do transtorno, como humor deprimido, baixa auto-estima ou suicídio, são dificilmente acessíveis em não humanos. No entanto, a depressão, assim como outros transtornos mentais, consiste em endofenótipos que podem ser reproduzidos de forma independente e avaliados em animais. Um modelo animal ideal oferece uma oportunidade para entender os fatores moleculares, genéticos e epigenéticos que podem levar à depressão. Usando modelos animais, as alterações moleculares subjacentes e a relação causal entre alterações genéticas ou ambientais e a depressão podem ser examinadas, o que permitiria uma melhor compreensão da patologia da depressão. Além disso, modelos animais de depressão são indispensáveis para identificar novas terapias para a depressão.

### Endofenótipos em modelos animais de depressão
Os seguintes endofenótipos foram descritos:
- Anedonia: A perda de interesse é um sintoma central da depressão. A anedonia em roedores pode ser avaliada pela preferência pela sacarose ou pela autoestimulação intracraniana.
- Desespero comportamental: O desespero comportamental pode ser avaliado com ensaios tais como o teste de natação forçada ou o teste de suspensão pela cauda.
- Alterações no apetite ou ganho de peso: A depressão é frequentemente associada a alterações no apetite ou ganho de peso, o que é facilmente medido em roedores.
- Neuroanatomia: Indivíduos deprimidos apresentam volume do hipocampo diminuído e roedores expostos a estresse crônico ou excesso de glicocorticóides exibem sinais semelhantes a perda hipocampal de neurônios e atrofia dendrítica.
- Distúrbios neuroendócrinos: Distúrbios do eixo hipotálamo-hipófise-adrenal (HPA) são um dos sintomas mais consistentes na depressão maior. A funcionalidade do HPA pode ser avaliada pelo teste de supressão com dexametasona.
- Alterações na arquitetura do sono: Distúrbios no ritmo circadiano e especialmente na arquitetura do sono são frequentemente observados em indivíduos deprimidos. Em roedores, é acessível via eletroencefalografia (EEG).
- Comportamento relacionado à ansiedade: A ansiedade é um sintoma com alta prevalência na depressão. Portanto, os modelos animais de depressão geralmente exibem comportamento relacionado à ansiedade alterado.

### Critérios para modelos animais de depressão válidos
Um modelo animal adequado de depressão humana deve, sempre que possível, preencher os seguintes critérios: fortes semelhanças fenomenológicas e fisiopatologia semelhante (validade de face), etiologia comparável (validade de construto) e tratamento comum (validade preditiva). Como já dito, a depressão é um distúrbio heterogêneo e seus muitos sintomas são difíceis de serem produzidos em animais de laboratório. A questão, portanto, permanece se podemos saber se o animal está "deprimido". Na verdade, poucos modelos de depressão se encaixam totalmente nesses critérios de validação, e a maioria dos modelos usados atualmente se baseia em ações de antidepressivos conhecidos ou respostas ao estresse . Não é necessário que um modelo animal de depressão "ideal" exiba todas as anormalidades de comportamentos relevantes para a depressão, assim como nem todos os pacientes manifestam todos os possíveis sintomas de depressão.

## Testes de triagem de antidepressivos
Os testes de triagem de antidepressivos, ao contrário dos modelos que podem ser definidos como um organismo ou um estado particular de um organismo que reproduz aspectos da patologia humana, fornecem apenas um endpoint comportamental  ou fisiológico destinado a avaliar o efeito da genética, manipulação farmacológica ou ambiental.

### Baseado no desespero

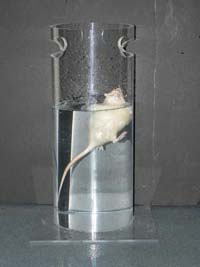
Teste de natação forçada

- Teste de natação forçada:[9] O teste de natação forçada (FST, do inglês Forced-swimming test) é baseado na observação de que os animais desenvolvem uma postura imóvel em um cilindro inescapável cheio de água. Neste teste, a imobilidade é interpretada como uma estratégia passiva de enfrentamento do estresse ou comportamento semelhante à depressão (desespero comportamental). Após a administração do antidepressivo, os animais realizarão ativamente comportamentos direcionados à fuga com maior duração do que os animais com tratamento com solução salina de controle. O FST é a ferramenta mais utilizada na pesquisa da depressão, mais especificamente como triagem para antidepressivos agudos.

As vantagens do FST são o baixo custo e ser uma ferramenta rápida e confiável, de fácil manuseio e com confiabilidade comprovada em laboratórios, para testar potenciais atividades antidepressivas com forte validade preditiva. Além disso, permite a triagem rápida de um grande número de drogas. As principais desvantagens do FST são que ele tem baixa validade de face e validade de construto. O teste é sensível apenas ao tratamento agudo e sua validade para antidepressivos não monoamínicos é incerta.

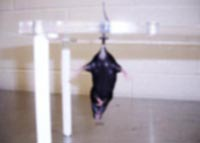
Teste de suspensão de cauda

- Teste de suspensão de cauda:[10] O TST (do inglês Tail suspension test), também conhecido como teste de suspensão de cauda, compartilha uma base teórica e uma medida comportamental com o FST. No TST, os camundongos são suspensos pela cauda usando fita adesiva em uma barra horizontal por alguns minutos, e o tempo de imobilidade é registrado. Normalmente, os roedores suspensos realizam imediatamente comportamentos semelhantes a fuga, seguidos por uma postura imóvel. Se os antidepressivos forem administrados antes do teste, os indivíduos estarão envolvidos em comportamentos direcionados à fuga por períodos de tempo mais longos do que após o tratamento com solução salina, exibindo uma diminuição na duração da imobilidade.

Uma grande vantagem do TST é que ele é simples e barato. Uma grande desvantagem do TST é que ele é restrito a camundongos e limitado a linhagens que não tendem a escalar sua cauda. Além disso, como o FST, o TST é sensível apenas ao tratamento agudo e sua validade para antidepressivos não monoamínicos é incerta.

### Baseado em recompensas
- Preferência de sacarose:[11] Os roedores nascem com interesse em alimentos ou soluções doces. A redução da preferência por solução doce no teste de preferência de sacarose representa anedonia, enquanto essa redução pode ser revertida pelo tratamento com antidepressivos crônicos. Este teste pode medir o estado afetivo e a motivação de roedores; no entanto, é necessária uma validação adicional para funcionar como um modelo de depressão.
- Autoestimulação intracraniana:[11] A autoestimulação intracraniana (ICSS, do inglês Intracranial self-stimulation) pode ser utilizada em roedores para entender como as drogas afetam a função do sistema de recompensa cerebral. Neste paradigma, o animal é treinado para girar uma roda para receber uma corrente elétrica através de eletrodos implantados em seu próprio cérebro para recompensar a estimulação hipotalâmica. O ICSS compartilha uma base teórica comum com a preferência pela sacarose. A redução da preferência por autoestimulação para recompensa representa perda de interesse, fadiga e perda de energia durante episódios depressivos, enquanto essa redução pode ser revertida pelo tratamento com antidepressivos. Como o teste de preferência de sacarose, o ICSS pode medir o estado afetivo e a motivação dos roedores e, novamente, é necessária uma validação adicional para funcionar como um modelo de depressão.

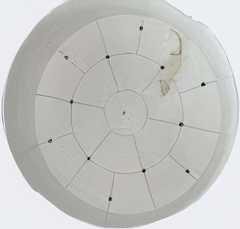
Campo aberto

### Baseado em ansiedade
- Hipofagia induzida por novidades:[12] hipofagia, um dos sintomas de ansiedade em roedores, é definida como a redução na alimentação em resposta à novidade e pode ser evocada por várias novas características do ambiente, incluindo novos alimentos, novos ambientes de teste e novos recipientes para alimentos. A hipofagia induzida por novidade (NIH, do inglês Novelty-induced hypophagia) é um teste que foi desenvolvido muito recentemente, que mede a latência e o consumo de alimentos em um novo ambiente desconhecido. O teste reflete os efeitos ansiolíticos dos antidepressivos e a resposta é observada apenas após o tratamento crônico com antidepressivos e não agudo.

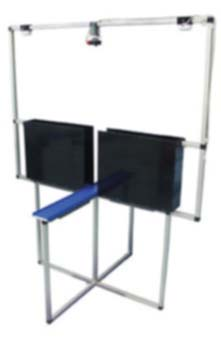
Labirinto em cruz elevado

- Campo aberto:[13] Os roedores tendem a evitar áreas muito iluminadas, e essa evitação é interpretada como um sintoma de ansiedade. O campo aberto é um recinto iluminado e durante o teste os roedores são colocados nesta arena, portanto, forçados a interagir com um ambiente novo e brilhante. O movimento do objeto experimental (o roedor) será registrado em distância e percurso.
- Labirinto em cruz elevado:[13] Para o teste do labirinto em cruz elevado, os roedores são colocados na interseção dos quatro braços do labirinto (dois abertos, dois fechados), de frente para um braço aberto. O número de entradas e o tempo gasto em cada braço são registrados e os resultados válidos são obtidos em uma única sessão de teste de 5 minutos. Um aumento no tempo de braço aberto é um indicio de comportamento anti-ansiedade de roedores.

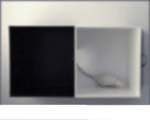
Caixa escura/clara

- Caixa escura/clara:[13] O teste da caixa escura/clara também se baseia na aversão inata dos roedores a áreas bem iluminadas e no comportamento exploratório espontâneo dos animais. Uma situação de conflito natural ocorre quando um animal é exposto a um ambiente desconhecido ou a objetos novos. O conflito é entre a tendência de explorar e a tendência inicial de evitar o desconhecido. A atividade exploratória reflete o resultado combinado dessas tendências em novas situações. O aparelho de teste da caixa escura/clara consiste em um compartimento escuro e um compartimento iluminado. Aumentos em comportamentos na parte branca de uma caixa de dois compartimentos induzidos por drogas são sugeridos como um indicador de atividade ansiolítica.
- Teste de campo aberto, teste do labirinto em cruz elevado e teste da caixa escura/clara podem funcionar como uma triagem antidepressiva, medindo o comportamento relacionado à ansiedade como um endofenótipo acompanhante da depressão. Sabe-se que a administração de alguns antidepressivos causará um comportamento de diminuição nesses testes, assim como os ansiolíticos. No entanto, a resposta a alguns antidepressivos não pôde ser detectada. Além disso, cada um desses testes tem seus próprios problemas. É difícil diferenciar a diminuição da evitação relacionada à ansiedade do aumento da busca por novidades nesses testes.

## Modelos de estresse
Certos tipos de depressão humana são induzidos por eventos estressantes da vida, e indivíduos vulneráveis que experimentam esses estressores podem desenvolver depressão clínica. Consequentemente, a maioria dos modelos animais de depressão são baseados na exposição a vários tipos de estressores agudos ou crônicos.

### Modelos de estresse adulto
- Desamparo aprendido: [14][15][16][17][18] O modelo de desamparo aprendido (LH, do inglês Learned helplessness), um dos modelos animais mais bem validados, é o melhor a ser empregue. A lógica é que a exposição a eventos de vida incontroláveis e estressantes faz com que as pessoas sintam que estão perdendo o controle, e isso às vezes leva a comportamentos depressivos. O modelo é baseado na observação de que os animais também desenvolvem déficits nos comportamentos de fuga, cognitivos e de recompensa quando são submetidos a choques repetidos inevitáveis e incontroláveis. O LH é induzido em um dia ou ao longo de vários dias de estresse inescapável repetido pelo tratamento de choque de cauda ou choque de pé em caixas de transporte. O comportamento desamparado é avaliado analisando o desempenho em um teste de fuga ativo, como a latência para pressionar uma alavanca ou atravessar uma porta.

Uma vantagem do LH é que os resultados cognitivos e comportamentais parecem estar correlacionados, ajudando assim a entender a sintomatologia depressiva em humanos. Além disso, este modelo também pode ser usado para medir o desempenho de fuga de camundongos com diferentes mutações, nos quais genes-alvo da depressão podem afetar a vulnerabilidade para desenvolver um estado do tipo depressivo. Essas excelentes validades de face e validades preditivas tornam o LH um modelo interessante para explorar a fisiopatologia da depressão. A maior desvantagem do LH é que requer estressores muito fortes para induzir os fenótipos comportamentais, o que levanta problemas éticos. Além disso, a maioria dos sintomas não persiste por tempo suficiente após a interrupção do choque incontrolável.
- Estresse crônico leve:[19][20][21][22] O modelo de estresse crônico leve (CMS, do inglês Chronic mild stress) é provavelmente o modelo animal de depressão mais válido. Tem como objetivo modelar um estado crônico do tipo depressivo que se desenvolve gradualmente ao longo do tempo em resposta ao estresse, e pode proporcionar uma indução mais natural. O CMS envolve a exposição dos animais a uma série de estressores leves e imprevisíveis (períodos de privação de comida e água, pequenas reduções de temperatura, troca de companheiros de gaiola e outras manipulações individualmente inócuas semelhantes) durante pelo menos 2 semanas. O modelo foi relatado para resultar em mudanças duradouras de variáveis comportamentais, neuroquímicas, neuroimunes e neuroendocrinológicas que se assemelham a funções de recompensa, incluindo diminuição da autoestimulação intracraniana, refletindo a anedonia que é revertida pelo tratamento antidepressivo crônico, mas não agudo. É importante notar que este modelo de CMS pode ser usado para rastrear e testar potenciais compostos antidepressivos e desenvolver novas estratégias de tratamento.[23]

As vantagens deste modelo são sua boa validade preditiva (as alterações comportamentais são revertidas pelo tratamento crônico com uma ampla variedade de antidepressivos), validade de face (quase todos os sintomas demonstráveis de depressão foram reproduzidos) e validade de construto (CMS causa uma diminuição generalizada na capacidade de resposta às recompensas). No entanto, há uma dificuldade prática comum na realização de experimentos de CMS, que são trabalhosos, exigentes de espaço e de longa duração. Além disso, o procedimento pode ser difícil de ser estabelecido e os dados dificilmente podem ser replicados.
- Estresse de derrota social:[24][25][26][27] O estresse de derrota social (SDS, do inglês Social defeat stress) é um fator crônico e recorrente na vida de praticamente todas as espécies animais superiores. Os seres humanos que experimentam a derrota social apresentam sintomas aumentados de depressão, solidão, ansiedade, retraimento social e perda de autoestima. Como a maioria dos estímulos de estresse em humanos que levam a alterações psico patológicas são de natureza social, o modelo SDS ganhou cada vez mais atenção, já que pode tornar útil para estudar certos endofenótipos de depressão. Durante o período de estresse, o roedor macho será introduzido em um território diferente de outros machos coespecíficos a cada dia como intruso, o que fará com que seja investigado, atacado e derrotado pelos moradores. As consequentes mudanças de comportamento no sujeito causadas pela SDS, como diminuição da interação social ou falta de interesse, são semelhantes a algumas partes da depressão humana, e o tratamento comportamental e antidepressivos podem reverter essas mudanças no modelo SDS.

Assim como o CMS, o SDS tem boa validade preditiva (as alterações comportamentais são revertidas pelo tratamento crônico com uma ampla variedade de antidepressivos), validade de face (muitos sintomas de depressão foram reproduzidos) e validade de construto (causando uma diminuição generalizada na responsividade às recompensas) e dá outra validade que apenas a administração de antidepressivos crônica, mas não aguda, pode reverter a aversão social. Uma desvantagem do modelo SDS é a longa duração. Para aplicar o modelo SDS para estudar a depressão humana, o período deve durar pelo menos 20 dias, caso contrário, apenas sintomas de ansiedade poderiam ser induzidos. Digno de nota, apenas roedores machos podem ser usados para este modelo, uma vez que roedores fêmeas não lutam entre si em um confronto residente-intruso.

### Modelos de estresse no início da vida
Experiências adversas precoces, como eventos traumáticos na  infância, resultam em uma maior sensibilidade aos efeitos do estresse mais tarde na vida e influenciam a vulnerabilidade individual à depressão. Modelos animais adequados podem fornecer uma base para a compreensão de mecanismos potenciais de fatores ambientais e de desenvolvimento de diferenças individuais na reatividade ao estresse e vulnerabilidade a distúrbios. Os modelos de estresse no início da vida envolvem estresse pré-natal, manejo pós-natal precoce e separação materna. Todos esses tratamentos demonstraram produzir efeitos significativos que duram até a idade adulta.
- Privação materna:[29] O modelo de privação materna é o modelo de estresse precoce mais amplamente utilizado. Este modelo reproduz a separação materna no início da vida, na qual os filhotes são separados da mãe por 1 a 24 horas por dia durante as duas primeiras semanas pós-natais. A separação materna resulta em aumento de comportamentos semelhantes à ansiedade e depressão e aumento da resposta HPA na idade adulta.

## Outros modelos
- Bulbectomia olfativa:[30] A bulbectomia olfativa em roedores resulta em uma ruptura do eixo límbico - hipotalâmico com consequência em alterações comportamentais, neuroquímicas, neuroendócrinas e neuroimunes, das quais muitas se assemelham a alterações observadas em pacientes deprimidos. Ainda não está claro como a bulbectomia em animais realmente se relaciona com a depressão em humanos. Pode simplesmente resultar de uma alta intensidade de estressor crônico causado por privação sensorial crônica. Este modelo mostra alta validade preditiva, pois imita o início lento da ação antidepressiva relatada em estudos clínicos, respondendo ao tratamento antidepressivo crônico, mas não subcrônico, sem resposta a outras drogas. Vale a pena mencionar que, ao contrário dos modelos relacionados ao estresse, o rato em modelo de lesão representa um fenótipo agitado e hiposerotonérgico relacionado à depressão, em vez de uma depressão retardada.
- Abstinência de psicoestimulantes (anfetamina, cocaína):[31] Em humanos, a abstinência de psicoestimulantes crônicos gera sintomas que têm fortes paralelos comportamentais e fisiológicos com a depressão. Portanto, o exame dos efeitos comportamentais da retirada de drogas em roedores pode fornecer informações sobre os mecanismos neurobiológicos subjacentes e auxiliar no desenvolvimento de modelos animais de depressão que são sensíveis a agentes antidepressivos. Após a retirada de drogas como a anfetamina ou a cocaína, os roedores apresentam alterações comportamentais muito semelhantes a alguns aspectos da depressão em humanos, como a anedonia, e comportamentos opostos aos observados após o tratamento com antidepressivos .
- Camundongos geneticamente modificados:[32][33][34] Apenas algumas linhagens mutantes podem ser consideradas como modelos de depressão, por exemplo, camundongos knockout para receptores adrenérgicos α2A, camundongos heterozigotos para receptores de glicocorticóides e camundongos que superexpressam a proteína de ligação ao elemento de resposta cAMP.
- Genética direta:[35] genética direta permite identificar genes relevantes sem qualquer conhecimento prévio da genética para o fenótipo. As telas de mutagênese aleatória em larga escala, como ENU, resultaram em um grande número de mutantes exibindo depressão ou comportamento semelhante ao antidepressivo.